# 博愛新開源製薬

## 概要
PVP(ポリビニルピロリドン)最初は第二次世界大戦中、人工血液としてドイツの化学専門家レッペに発明され、
その以来、中国もPVPの研究及び生産技術の開発に積極的に取り込んでいた。
1986年中国政府は初めてのPVP生産できる国有企業を立ち上げ、当時の産能は500kg/年しかなかった。
2003年当企業が正式に民営化され、つまり今の「博愛新開源製薬股份有限公司」(略称NKY)である。
2009年博愛新開源製薬のPVP生産能力は既に年間2500トンまで拡大し、同年PVM/MA共重合物(メトキシエチレンと無水マレイン酸共重合体 )
及びその誘導品の開発も始まりました。
2010年の時、深せんの創業版で成功に上場、中国国内の唯一上場PVP企業として、博愛新開源製薬は中国では一位のPVP市場を有しております。
2023年、新しい工場が稼働開始、PVPの年間生産量は約3万トン以上になります。

## 沿革
- 1987年　国営企業として創業、中国で初めてPVPを生産した
- 2003年　民営化
- 2010年　新センの創業版に上場（コード：300109）
- 2013年　現工場の完成
- 2022年　PMDA外国製造業者認定を取得
- 2023年  「中站」新工場稼働開始、PVP生産能力は年間3万トンになる

## 事業所
本社工場：中国河南省
国際業務部：中国天津
高分子実験室：中国天津

## 工場写真

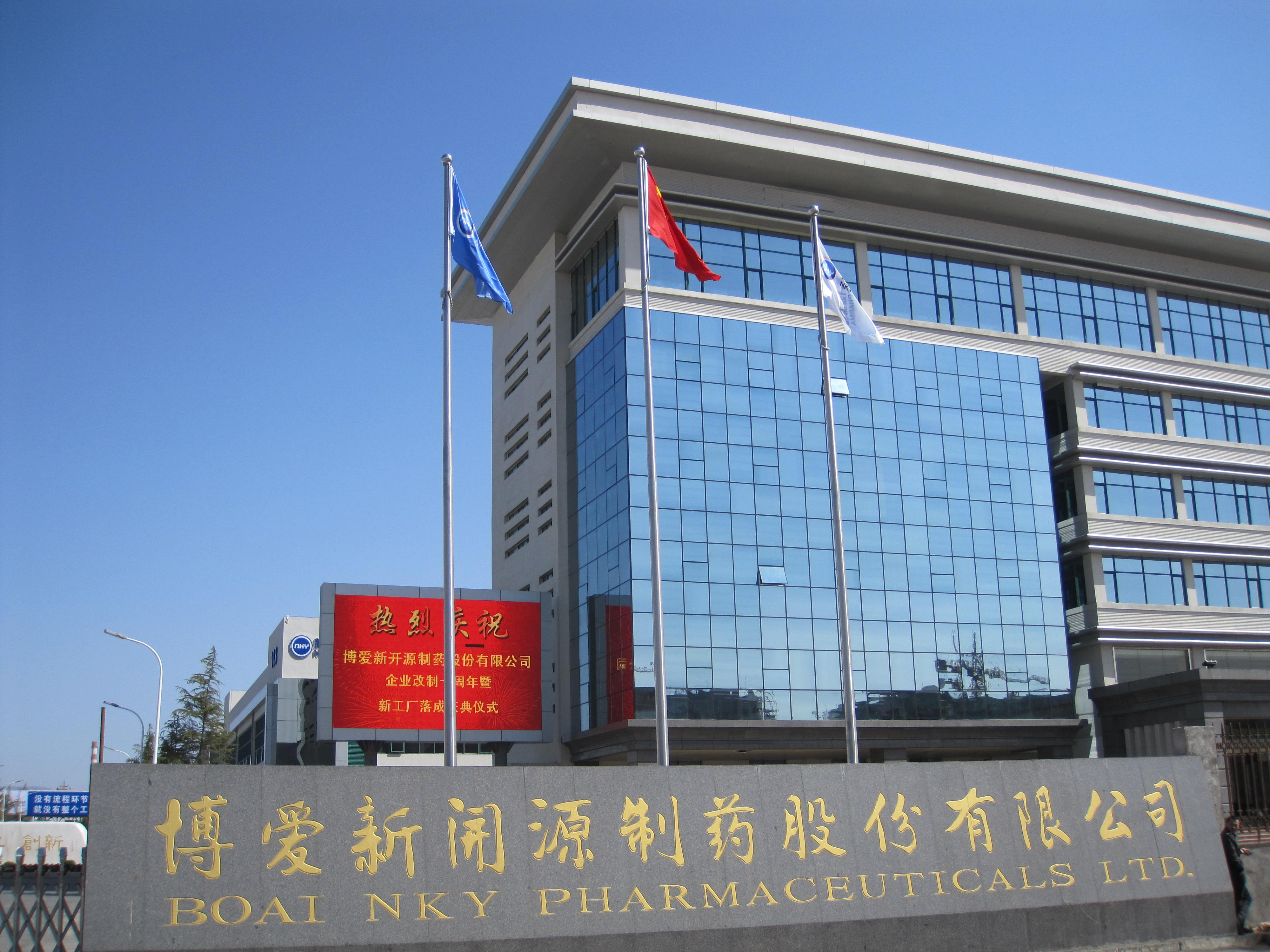
本社工場ビル
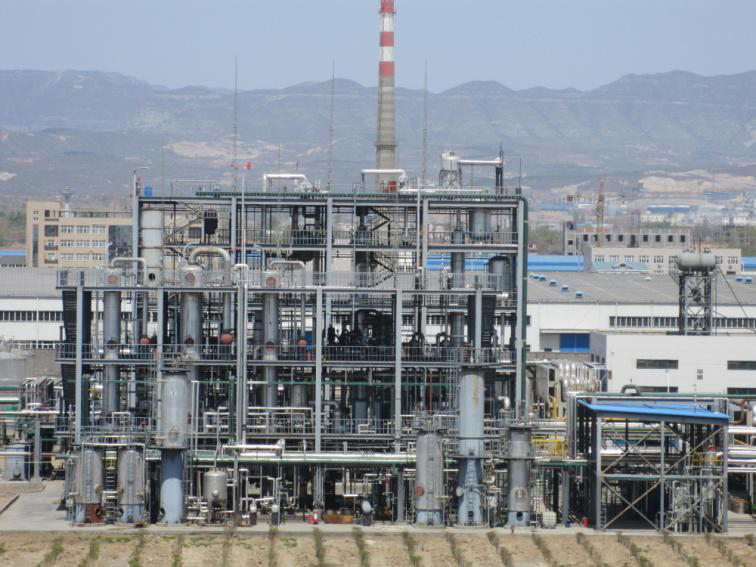
現工場プラント
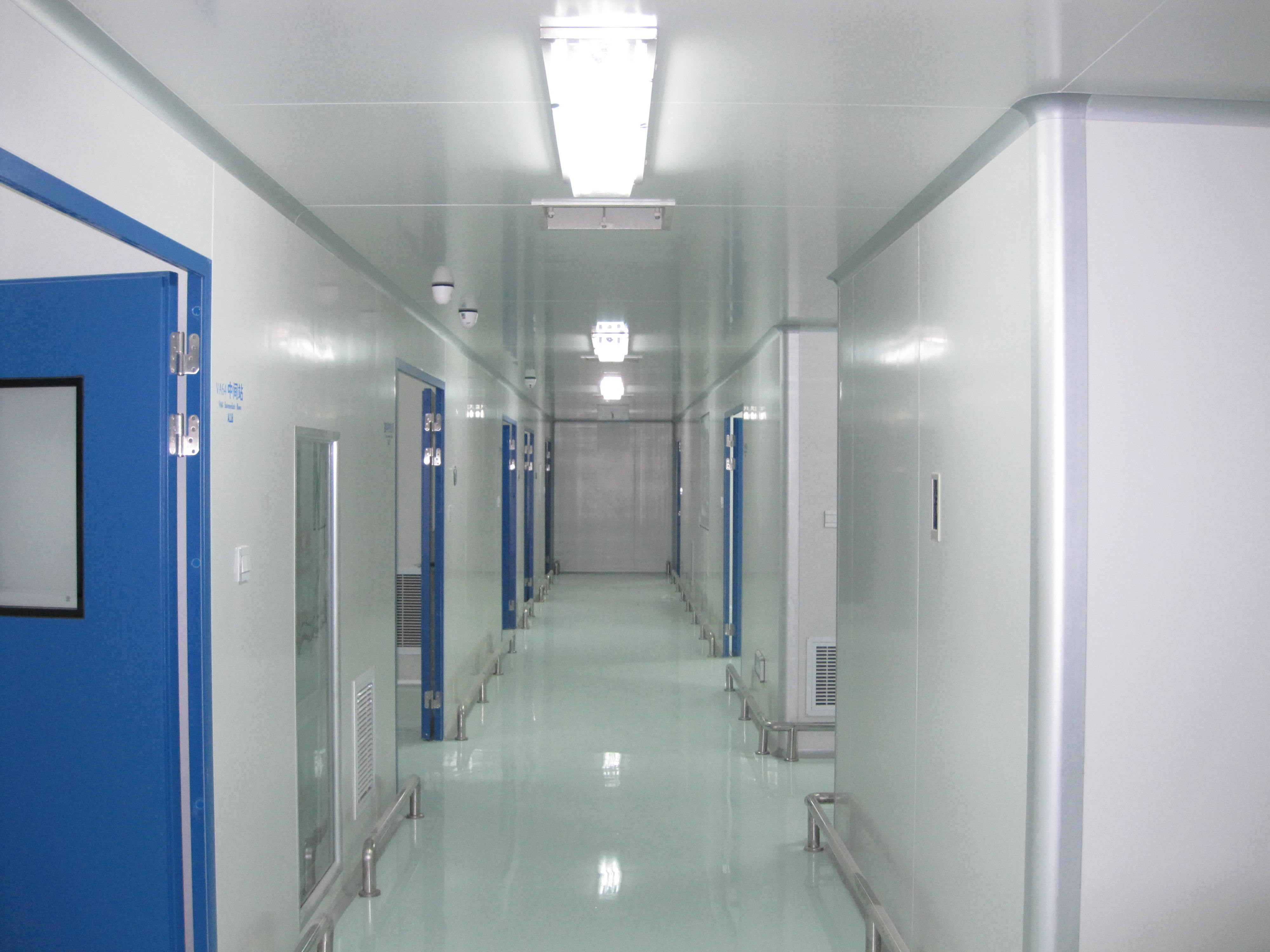
クリーンルーム
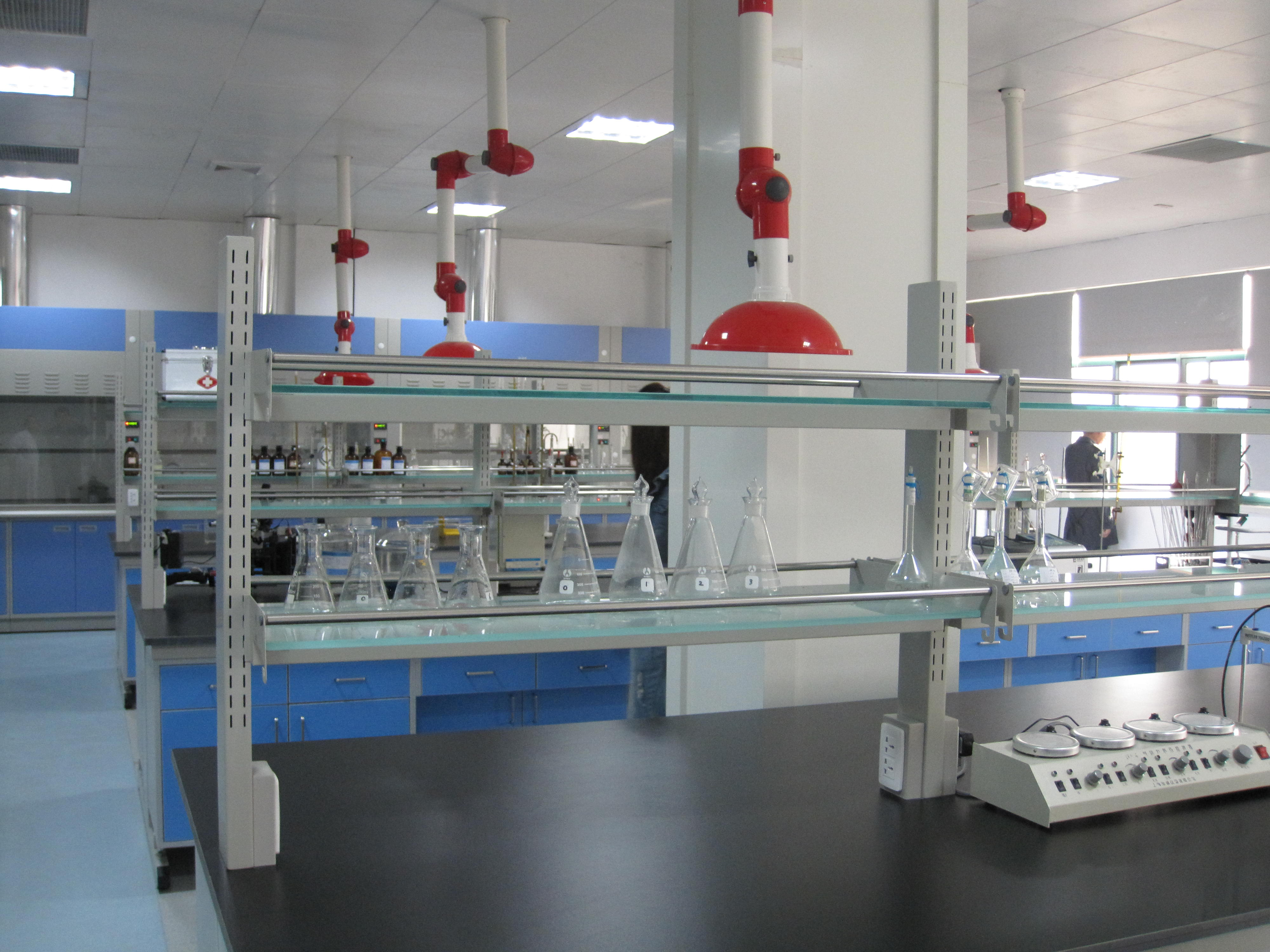
ラボ

## 関連製品

### PVP(ポリビニルピロリドン)
CAS NO.:9003-39-8
NVPの高分子重合物であり、成膜性、吸湿性、粘着性などの性質を有し、工業、化粧品、医薬領域など幅広く使われている。

### PVPP(クロスポビドン)
CAS NO.:25249-54-1、9003-39-8
外観:白色または微黄白色の粉末です。かすかに特有の香りを有し、ほとんど無味です。また、あらゆる溶媒に不溶です。
本品は重合プロセスで製造される「ポップコーン」重合体で、架橋結合した不溶性ポリビニルピロリドンです。主にポリマー鎖の絡み合いにより生じる物理的性質により、製品の特性が決まります。架橋結合は化学的性質及び物理的性質を有しています。
当製品の特性を生かして、製薬錠剤及び酒、エキス濾過などの領域に応用できる。

### PVM/MA共重合体
CAS　NO.:9011-16-9
本品は、メトキシエチレン(PVM)と無水マレイン酸(MA)の共重合体で、優れたなキレート性、成膜性、生体適合性を有する新型オーラルケア用材料です。
特にPVM/MA共重合物とカルシウム、ナトリウムの混合塩(CAS NO.:62386-95-2)はよく入れ歯安定剤の主要原料として使われている。
尚、上述の混合塩商品は今世界中生産できるのはASHLAND(米)と博愛新開源製薬(中国)この2社しかありません。

### VP/VAコポリマー
CAS NO.:25086-89-9
水とアルコールの両者に可溶なビニルピロリドンと酢酸ビニルの共重合体です。
優れた可塑性、粘着性と成膜性をあり、よく整髪料の中に、被膜剤として使われている。

### NVP(N-ビニル-2-ピロリドン)
CAS NO.:88-12-0
N-ビニル-2-ピロリドン（N-Vinylpyrrolidone、略称:NVP）は、5員環ラクタム構造及びビニル基を持つ有機化合物であり、水溶性合成高分子化合物であるポリビニルピロリドンのモノマー（単量体）である。

### 2P(2-ピロリドン)
CAS NO.:616-45-5
2-ピロリドン（または2-ピロリジノン、γ-ブチロラクタム）は、5員環ラクタム構造を持つ有機化合物。水、エタノール、酢酸エチル、ジエチルエーテル、クロロホルム、二硫化炭素、ベンゼンなど多くの溶媒と互いに混合し、工業用溶媒として用いられる。またポリビニルピロリドンなど高分子化合物の中間体として用いられる。

### （ＶＰ／ヘキサデセン）コポリマー
CAS NO.:32440-50-9
製品名：DermaRez™ SP-216
本品は、ビニルピロリドン(VP)とヘキサデセンとの共重合体である。
用途：結合剤、非活性剤系分散剤、皮膜形成剤、ヘアスタイリング剤、非水系増粘剤

### （ＶＰ／エイコセン）コポリマー
CAS NO.:28211-18-9
製品名：DermaRezTM SP-220
本品は、ビニルピロリドン(VP)とエイコセンの共重合体であり、結合剤、非活性剤系分散剤、皮膜形成剤、非水系増粘剤等化粧品の添加剤として使われています。